# Xivray-et-Marvoisin
 Xivray-et-Marvoisin  là một xã thuộctỉnh Meuse trong vùng Grand Est đông bắc nước Pháp. Xã này nằm ở khu vực có độ cao trung bình 234 mét trên mực nước biển. Dân số theo điều tra năm 1999 của INSEE là 108 người.
Sông Rupt de Mad tạo thành một phần ranh giới phía nam thị trấn, sau đó chảy theo hướng tây bắc qua phía đông thị trấn.